# Giuseppe Paupini
Giuseppe Paupini (25 de fevereiro de 1907 - 18 de julho de 1992) foi um cardeal católico romano italiano, que serviu como diplomata da Santa Sé e penitenciário da Penitenciaria Apostólica.

## Biografia
Giuseppe Paupini nasceu em Mondavio, Itália, filho de Francesco Paupini e Ida Grilli. Estudou no Seminário de Fano; no Pontifício Seminário Regional Pio XI em Fano; e na Pontifícia Universidade Lateranense, Roma, onde obteve o doutorado em direito canônico. Ordenado ao sacerdócio em 19 de março de 1930, na catedral de Fano. Estudos posteriores, 1930-1932. Ministério pastoral na diocese de Fano e professor de direito canônico em seu seminário, 1932-1939. Entrou para o serviço da Secretaria de Estado em 1939 como adido da nunciatura na França; e mais tarde, secretário da nunciatura na Itália. Sucessivamente, encarregado de negócios das nunciaturas em Honduras, Nicarágua e Cuba, 1947-1951. Promovido a conselheiro de nunciatura e destinado à Secretaria de Estado, 1951. Prelado doméstico de Sua Santidade, 19 de outubro de 1952. Ministério pastoral na diocese de Roma, 1952-1956.

## Episcopado
Eleito arcebispo titular de Sebastopol di Abasgia pelo Papa Pio XII, internúncio para o Irã e administrador apostólico de Ispahan dos latinos em 2 de fevereiro de 1956. Foi consagrado em 26 de fevereiro de 1956, na igreja de S. Eugenio, Roma, pelo cardeal Valerio Valeri, assistido por Antonio Samorè, arcebispo titular de Tirnovo, secretário da Sagrada Congregação de Assuntos Eclesiásticos Extraordinários, e por Vincenzo Del Signore, bispo de Fano. Seu lema episcopal era Impendam et Superimpendar. Paupini foi transferido como núncio para a Guatemala e El Salvador em 25 de fevereiro de 1957. Ele serviu lá até 23 de maio de 1959, quando foi nomeado núncio na Colômbia. Participou do Concílio Vaticano II (1962-1965).

## Cardinalizado
Foi nomeado cardeal-diácono de Ognissanti na Via Appia Nuova pelo Papa Paulo VI no consistório de 28 de abril de 1969. Foi nomeado como grande penitenciário da Penitenciaria Apostólica em 21 de março de 1973. Participou da Terceira Assembleia Ordinária do Sínodo dos Bispos, Cidade do Vaticano, em 1974, e da Quarta Assembleia Ordinária do Sínodo dos Bispos, em 1977. Participou dos conclaves que elegeram o Papa João Paulo I e o Papa João Paulo II em agosto e outubro de 1978.
Paupini optou pela ordem de cardeais-presbíteros e sua diaconia foi elevada pro illa vice para o título em 30 de junho de 1979. Participou da Primeira Assembleia Plenária do Sagrado Colégio dos Cardeais, Cidade do Vaticano, em 1979; da Quinta Assembleia Ordinária do Sínodo dos Bispos, Cidade do Vaticano, em 1980; da Sexta Assembleia Ordinária do Sínodo dos Bispos, Cidade do Vaticano, em 1983. Ele renunciou ao cargo de Penitenciário-Mor em 8 de abril de 1984 com a idade de 77, dois anos após a idade de aposentadoria habitual de bispos. Ele perdeu o direito de participar de qualquer outro conclave quando completou 80 anos em 1987. Cardeal Paupini foi Camerlengo do Colégio dos Cardeais, 22 de junho de 1987 até 2 de maio de 1988.

## Morte
Faleceu em 18 de julho de 1992, Roma. Sua missa de funeral foi celebrada pelo cardeal Angelo Sodano, secretário de Estado, na basílica patriarcal do Vaticano. Sepultado na igreja colegiada de Ss. Pietro e Paterniano, Mondavio, Marche. O Centro di Spiritualità di San Francesco de Rovereto, inaugurado em 4 de outubro de 1992, foi aberto com os bens deixados pelo cardeal em seu testamento para esse propósito.